# 대사체학
대사체학(代謝體學, 영어: metabolomics)은 세포내의 대사물질과 대사회로를 총체적으로 분석 연구하는 생물학의 분야 가운데 하나이다. 유전체학의 핵심 분파중의 하나로, 유전자형과 그 조절 결과에 의해서 생겨나는 모든 대사물질의 발현을 유전체와 연관시켜 분석을 하는 학문이다. 대사체는 주로 혈액등에서 분류가 가능한 모든 것을 추출하고 분석하는 것이 기본이며, 그 응용은 주로 대사관련 질병을 연구하는 것이다.

## 같이 보기
- 물질대사
- 생물에너지학
  - 동화작용
  - 이화작용
- 체학
- 유전체학
- 단백체학
- 외유전체학
- 대사 증후군(메터볼릭 신드롬)
- 만성 피로 증후군(CFS)